# Стреляющая ручка
Стреля́ющая ру́чка — стреляющее устройство скрытого ношения, появившееся в конце XIX — начале XX века и приобретшее изрядную известность благодаря литературе, кино и позже компьютерным играм. Кустарно изготовленные стреляющие ручки используются преступниками. Лабораторно изготовленные стреляющие ручки используются агентами и секретными сотрудниками спецслужб.
Представляет собою огнестрельное оружие, замаскированное под ручку для письма (шариковую, перьевую).

## Устройство и варианты
Может быть одно- или многозарядной, с сохранением функции письма или без такового. Бывают кустарно изготовленными или произведёнными промышленно. Заряжаются с казенной/дульной части или переламыванием. Делаются под патроны различных калибров — .22 LR, .22 Magnum, .25 ACP, .32 ACP, .380 ACP. и пр.
Подобную же конструкцию имеет устройство «Сигнал охотника», предназначенное для стрельбы небольшими сигнальными ракетами трех цветов: красным, зеленым, желтым. Кроме того, из сигнала охотника можно стрелять аэрозольными перцовыми зарядами или свето-шумовым патроном. В России сигнал охотника разрешен к свободной продаже. Иногда такие устройства подвергают кустарной переделке в оружие для стрельбы малокалиберными патронами.

## История
Первые стреляющие ручки с патронами кольцевого воспламенения появились еще в 1920-е годы и, прежде чем попасть в пользование спецслужб, входили в экипировку богатых путешественников, коммерсантов и бандитов и находились в свободной продаже. Затем, перед и во время Второй Мировой войны, они стали «шпионским» оружием, нередко выпускавшимся серийно в Германии, Великобритании и США. Так, в 1942 году, представители Управления стратегических служб (ныне ЦРУ) определили, что легко маскируемое малогабаритное оружие понадобится для выполнения секретных операций, которые связаны с «нанесением чрезвычайного ущерба». Тогда же в США прошли испытания английской стреляющей авторучки «Седжли» и было создано одноразовое недорогое оружие размерами с обыкновенный карандаш, получившее название «Скорпион». В оружии использовался всего один короткий патрон кольцевого воспламенения калибра 5,6 мм (.22LR). После одного выстрела оружие можно было выбрасывать. Переименованное вскоре в «Stinger» (Жало), это оружие в 5 разных вариантах производилось несколькими компаниями с июля 1943 по июль 1944 года. Всего было изготовлено порядка 40 тысяч таких простых стреляющих ручек. Позднее был создан и многоразовый вариант оружия. Британская модель стреляющей ручки до сих пор является образцом для множества самоделок, а американская разработка послужила прототипом для более позднего (1964 год) изделия, которым снабжались агенты ЦРУ.
| |  |  |  |
| Слева-направо: - 1) Самодельные стреляющие ручки, изъятые советской милицией у преступников в Донецке, 1970—1980-е годы, ныне экспонаты Музея истории донецкой милиции. - 2) Американская стреляющая ручка, изъятая у преступников сотрудниками БАТФ. - 3) Набор стреляющих ручек «Стингер» под патрон .22 LR, изготовленных в США по заказу Управления стратегических служб для оснащения секретных агентов, действовавших в рядах французского сопротивления в период Второй мировой войны (из коллекции лейтенанта Ролана Садуна в Музее армии в Ла-Ванзено). - 4) Украшенная рельефной резьбой по металлу стреляющая ручка в Пакистанском армейском музее. |  |  |  |

## Использование
Применялось или применяется спецслужбами, криминалитетом, ценится и теми, и другими за карманный размер и возможность скрытного ношения. Российский серийный убийца Александр Пичушкин применял самодельную стреляющую ручку для убийства нескольких человек, оставил о ней негативный отзыв: «Грохоту много, толку мало».
Основные проблемы использования — отсутствие (кроме некоторых моделей) приклада и возможности точного прицеливания, существенные отличия по весу и размерам от обычной ручки, что вызывает подозрения на близком расстоянии. Отдача при применении боевых патронов может выбить ручку из руки стреляющего или вызвать вывих большого пальца.

## В культуре
Тема замаскированного оружия, в том числе стреляющих ручек и карандашей, активно поднималась в кино и литературе второй половины XX века. Так, стреляющей ручкой пользуется Джеймс Бонд и ряд других «суперагентов».

## Законность
Согласно «Закону об оружии» Российской Федерации, на территории РФ подобные устройства запрещены для владения и ношения гражданами как, во-первых, — короткоствольное, во-вторых, — замаскированное оружие. За незаконное изготовление или переделку подобного оружия предусмотрено наказание согласно статье 223 УК РФ «Незаконное изготовление оружия».